# Melidiscus giganteus
Espèce
Classification APG III (2009)
Synonymes
- Cleome filisepala Standl. & L.O. Williams
- Cleome gigantea L. - Basionyme
- Cleome kerberi Briq.
- Cleome viridiflora Schreb.[2]

Melidiscus gigantea est une espèce de plantes à fleurs de la famille des Cleomaceae (anciennement des Capparaceae). Son synonyme Cleome gigantea est l'espèce type du genre Melidiscus Raf.
Ce nom de taxon ancien a été réhabilité en 2017.
Cette espèce a été introduite puis a disparu en Guyane.

## Protologue
En 1775, le botaniste Aublet propose le protologue suivant pour Cleome frutescens Aubl. (synonyme de Melidiscus giganteus) : 

« CLEOME (fruteſcens) viſcoſa, foliis quinatis & ſeptenatis, flore magno, albo, variegato.
Sinapiſtrum arboreſcens, pentaphyllum, flore albo, folio anguſtiori. Plum. Cat. 6. Mſſ.147.t.4.
TAVERIAYA. Georg. Marcgr. pag.33.fig.pag.34.
Cette plante croît dans les foſſés de la ville de Caïenne. Quelques habitans ſe fervent des feuilles écraſées en place des mouches cantharides pour véſicatoire. »

— Fusée-Aublet, 1775.